# Dioscorea tubiperianthia
Dioscorea tubiperianthia là một loài thực vật có hoa trong họ Dioscoreaceae. Loài này được Matuda mô tả khoa học đầu tiên năm 1953.